# Lucas Lindholm
Lucas Hans Inge Lindholm-Eschen, född 2 mars 1943 i Lund som Hans Inge Lindholm, död 4 maj 2025, var en svensk jazzbasist och universitetslärare.
Lindholm växte upp i en musikalisk familj och började spela cello och piano vid nio års ålder. Vid 13 års ålder bytte han till kontrabas och bara ett år senare spelade han med dans- och jazzband. Från 15 års ålder fick Lindholm lektioner i klassisk kontrabas på den lokala musikskolan och kom snart med i ungdomsorkestern.
Efter avslutad militärtjänst flyttade han till Malmö där han ackompanjerade amerikanska jazzmusiker som Johnny Griffin och Dexter Gordon. Han spelade med Gordon under många år i olika ensembler. Han studerade även klassisk kontrabas vid konservatoriet; vid denna tid var han verksam som studiomusiker och spelade då främst elbas. Han flyttade sedan till Stockholm, där han också arbetade med Kenny Dorham, Toots Thielemans, Georg Riedel och Lasse Berghagen. Lindholm medverkade också i studioalbumet Did You Give the World Some Love Today Baby med den svenska artisten Doris tillsammans med bl.a  Bernt Egerbladh och Janne ”Loffe” Carlsson.
1970 arbetade Lindholm för första gången för Norddeutscher Rundfunk; året därpå tog Franz Thon med honom i NDR Dance Orchestra, ur vilket NDR Studio Band utvecklades till NDR Big Band. Han var fast medlem där fram till 2008 och deltog i många produktioner med jazzstorheter som Phil Wilson, Joe Pass, Heiner Stadler, Howard Johnson, Albert Mangelsdorff, Heinz Sauer, Mathias Rüegg, Michael Gibbs, Norma Winstone och Stan Tracey. Peter Herbolzheimer tog också in honom i sin Rhythm Combination & Brass. Han kan också höras på album med Janne Schaffer och Chet Baker, men också med många tyska musiker som t.ex Bert Kaempfert.
1985 utnämndes han också till professor i kontrabas och elbas vid jazzinstitutionen inom Högskolan för musik och teater i Hamburg och genom sin professur gjorde han ett bestående intryck hos yngre generationer blivande musiker, och han uppskattades för sin framstående professionalism, för sin humor, för sitt allvarliga förhållningssätt till musiken och för att han var lätt att komma i kontakt med, skriver högskolan på sin hemsida.